# 구리시마 겐타
구리시마 겐타(일본어: 栗島 健太, 1997년 4월 19일~)는 일본의 축구 선수이다.

## 구단 경력
그는 2020년 알비렉스 니가타 싱가포르에 입단했다. 2021년 J3리그의 이와테 그루자 모리오카로 이적했다. 2023년 일본 풋볼 리그의 도쿄 무사시노 유나이티드 FC로 이적했다.